# Syndicat mixte du Pays de la Touraine Côté Sud
Le Syndicat mixte du Pays de la Touraine Côté Sud est un ancien syndicat mixte situé dans le département d'Indre-et-Loire et la région Centre. La ville de Loches en constituait le pôle de centralité ; le territoire du syndicat mixte s'étend sur le sud du département d'Indre-et-Loire.

## Historique
Le Syndicat mixte du Pays de la Touraine Côté Sud a été créé le 28 juillet 1998.
Il est radié le 31 décembre 2016. La communauté de communes Loches Sud Touraine créée le 1er janvier 2017 en reprend le territoire.

## Organisation

### Membres
Le syndicat mixte du Pays de la Touraine Côté Sud regroupait :
- le Conseil général d'Indre-et-Loire
- la Communauté de communes du Grand Ligueillois
- la Communauté de communes Loches Développement
- la Communauté de communes de Montrésor
- la Communauté de communes de la Touraine du Sud.

### Présidents
Le Pays de la Touraine Côté Sud a été successivement présidé par M. Pierre Louault (jusqu'en 2001), M. Jean-Jacques Descamps (de 2001 à 2008) puis par M. Jacques Barbier (à partir de 2008).